# Taeniotes simplex
Taeniotes simplex es una especie de escarabajo longicornio del género Taeniotes, tribu Monochamini, subfamilia  Lamiinae. Fue descrita científicamente por Gahan en 1888.

## Descripción
Mide 24-33 milímetros de longitud.

## Distribución
Se distribuye por Costa Rica.